# Abeille Méditerranée
Pour les articles homonymes, voir Diamond.
L’Abeille Méditerranée est un navire de remorquage d’urgence de haute mer construit en 2010 par les chantiers norvégiens Kleven Verft. Il est acquis en 2021 par Les Abeilles International, pour la surveillance du trafic maritime dans la Méditerranée. 

## Histoire
Construit en 2010 pour la Siem Offshore, le navire est alors nommé Siem Diamond. À l’instar de l’Abeille Normandie, il est racheté en 2021 par Les Abeilles et devient le Diamond.
En septembre 2021, il quitte le port du Havre pour celui de Kiel en Allemagne où le chantier naval German Naval Yards est chargé de transformer ce remorqueur de manutention d’ancre (AHTS) en remorqueur d’intervention, d’assistance et de sauvetage (RIAS). La poupe est complètement modifiée, refermée pour convenir aux missions d’assistance et de sauvetage. Des équipements spécifiques pour le travail dans des conditions dégradées et deux canots d’intervention sont ajoutés. Les grues embarquées sont modernisées et le treuil de travail est réaménagé. Diverses modifications sont apportées pour permettre des capacités de sauvetage accrues : la zone d’hébergement est notamment reconfigurée en prévision d’opérations humanitaires, pour permettre d’accueillir jusqu'à 300 personnes,,
Le 25 novembre 2021, Abeilles International décide de renommer le navire Abeille Méditerranée.
Après environ 8 mois de travaux, la transformation du navire s’achève courant 2022.
Il rejoint le port de Toulon le 7 juin pour remplacer l’Abeille Flandre, et son baptême a lieu dans cette ville le 1er juillet 2022, en présence de sa marraine, la navigatrice Marie Tabarly.
Son sister-ship est l’Abeille Normandie, basé à Boulogne-sur-Mer, qui remplace l’Abeille Languedoc.